# Xaria
|  | No s'ha de confondre amb Xarià. |

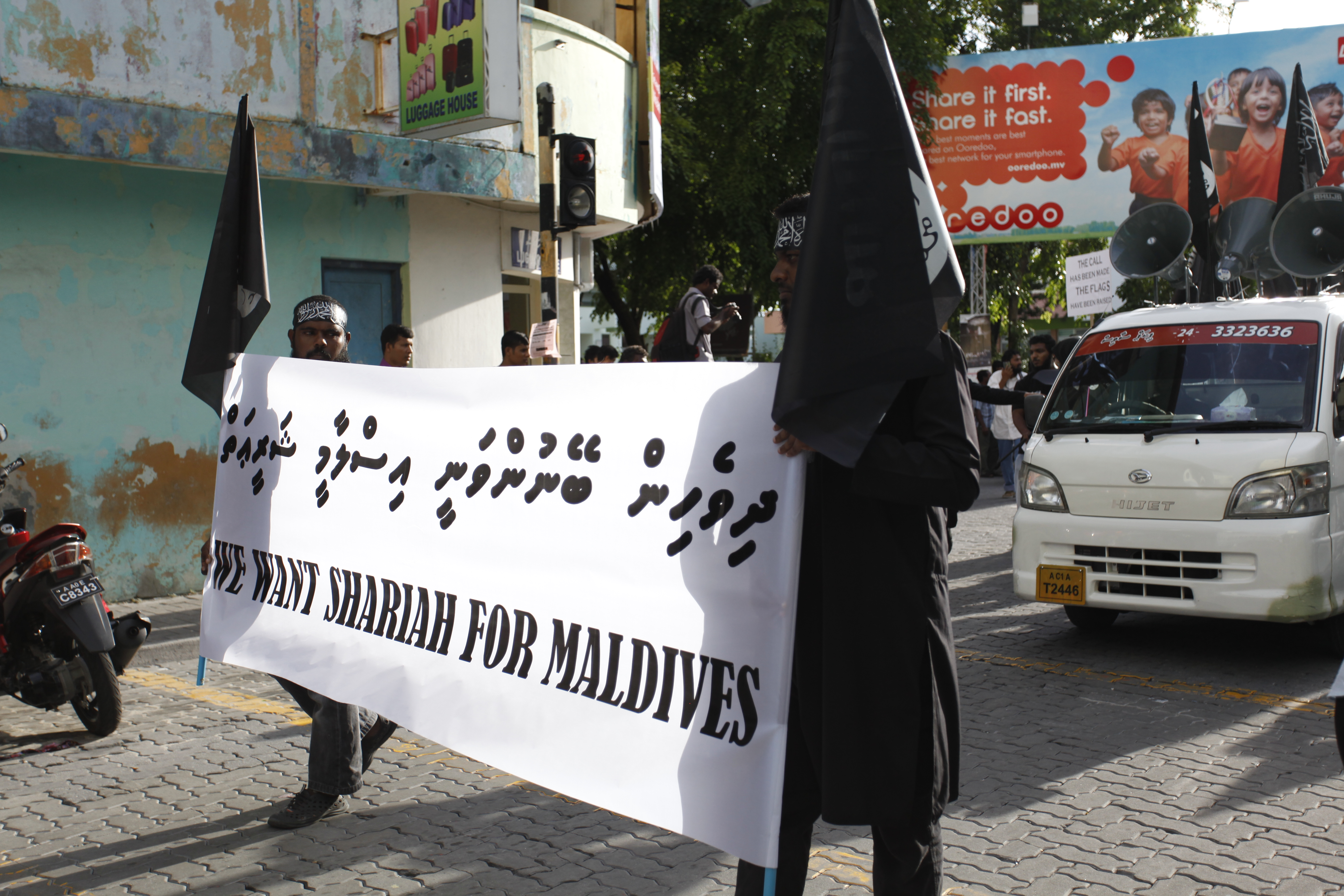
Manifestació favorable a la xaria a les Maldives el 2014.

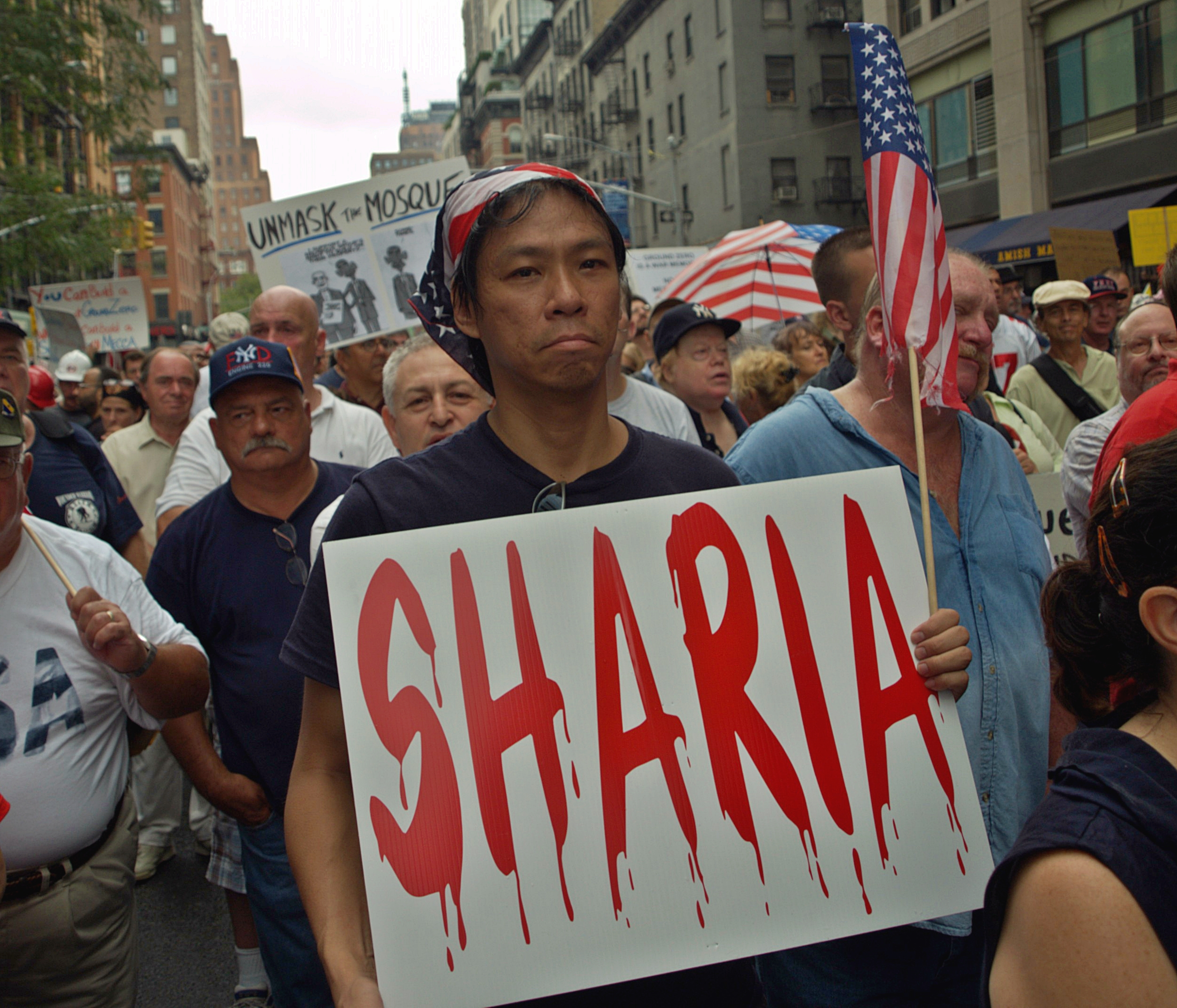
Manifestació opositora de la xaria als Estats Units el 2010.

La xaria, xara o llei islàmica (de l'àrab شريعة, xarīʿa, ‘camí [que mena cap a la font]’, ‘camí a seguir’) és la llei canònica de l'islam que regula el conjunt d'activitats públiques i privades de tot fidel musulmà. És un recull de normes, tradicions i costums d'origen divers.
En el món islàmic, el concepte de «llei» abasta un àmbit molt més ampli que a l'Occident modern, ja que implica no solament els aspectes legals, sinó també els religiosos i morals. La visió islàmica de la societat és teocràtica, en el sentit en què l'objectiu dels musulmans és seguir «la Llei de Déu a la Terra». L'ideal social musulmà es basa en la noció d'interpenetració de totes les esferes de la vida (espiritual, ritual, política i econòmica) que formen una unitat indivisible. Així, el concepte de «llei islàmica» pretén ser una ajuda per als fidels en aquest sentit, tot definint els objectius morals de la comunitat.
La xaria es fonamenta en les dues fonts documentals musulmanes, l'Alcorà i la sunna (basada en els hadits). Com que moltes de les directives presents en aquests texts no són prou específiques, per tal de convertir-les en una legislació aplicable l'islam utilitza dos mètodes d'interpretació basats en l'esforç de comprensió personal (ijtihad): el consens de la comunitat (ijmà) i l'analogia (qiyàs). Aquestes quatre fonts d'estudi s'anomenen les «arrels de la llei» (ussul al-fiqh) i constitueixen la base de la jurisprudència islàmica (fiqh).
Degut als diversos punts de vista engendrats per les diferents interpretacions, durant els dos primers segles d'existència de l'islam es van desenvolupar nombroses escoles (màdhhabs) de jurisprudència, de les quals actualment solament en resten actives quatre dins del sunnisme (les escoles xafiïta, hanafita, malikita i hanbalita, que malgrat llurs diferències es reconeixen totes com a legítimes) i una dins del xiisme (la jafarita).